# Christophe Allwright
 (juin 2023).
Si vous disposez d'ouvrages ou d'articles de référence ou si vous connaissez des sites web de qualité traitant du thème abordé ici, merci de compléter l'article en donnant les références utiles à sa vérifiabilité et en les liant à la section « Notes et références ».
Christophe Allwright (né le 24 avril 1955) est un comédien et chanteur français, fils du chanteur Graeme Allwright et de la comédienne et metteuse en scène Catherine Dasté.

## Biographie
Comédien et auteur, il a été formé à l'école Lecoq et il a débuté notamment au théâtre du Campagnol, avec lequel il joue de David Copperfield jusqu'au fameux Bal en 1981, sur scène et dans la réalisation cinématographique d'Ettore Scola... Il est aussi l'un des fondateurs de la ligue d'improvisation française. On le retrouve au cinéma, à la télévision et à la radio.
En 2003, il a fondé avec la comédienne-dramaturge Juliette Speranza et le comédien Emmanuel Collin la compagnie des Compagnons de route, avec laquelle il tourne Le Fadet, écrite par lui-même, Ce que les gens pensent de nous de Juliette Speranza, et, depuis 2007, Les hommes ne veulent plus mourir de Juliette Speranza, mis en scène par Hélène Darche, et créé en Guyane.
En 2022, il publie un double album Les retrouvailles. Le premier CD constitue un album posthume de Graeme Allwright, contenant notamment 7 inédits. Le deuxième CD est pour la plus grande partie réservée à Christophe Allwright, mais trois chansons sont interprétées par son fils, Adrien Allwright, dont une adaptation en français réalisée par Graeme Allwright et Sylvie Die de Halleluyah de Léonard Cohen. Alice Allwright, fille de Christophe, intervient également.

## Théâtre
- 1977 : David Copperfield d'après Charles Dickens, mise en scène Jean-Claude Penchenat
- 1985 : Hugo l'homme qui dérange de Claude Brulé, mise en scène Paul-Émile Deiber, Théâtre national de l'Odéon
- 1996 : Hélène de Jean Audureau, mise en scène Jean-Louis Thamin, Théâtre du Port de la lune, Théâtre de Nice, Nouveau théâtre d'Angers
- 1996 : Le Secret de l'Aiguille creuse adaptation et mise en scène de Gilles Gleizes d'après L'Aiguille creuse de Maurice Leblanc, Théâtre des Jeunes Spectateurs de Montreuil, Maison des arts et de la culture de Créteil, tournée en France.
- 2000 : L'avare, de Molière, mise en scène Colette Roumanoff, Théâtre Fontaine.
- 2008 :  Les hommes ne veulent plus mourir, de Juliette Speranza, mis en scène par Hélène Darche, Prix Beaumarchais[3]. Création à Macouria, tournée en France.
- 2010 : Les fourberies de Scapin, mise en scène de Christophe Thiry, l'Attrape-théâtre.
- 2012 : A peine un souffle, de Anne Kellen, mise en scène Anne Kellen, Théâtre de la Huchette.
- 2019 : Le quart d'heure de gloire de Juliette Speranza, mise en scène de Christophe Allwright et Alain Granier. Création à la Maison Jacques-Copeau, Pernand-Vergelesses.

## Discographie
- 2022 : Les retrouvailles, avec Allwright Graeme, Christophe, Adrien et Alice